# ریممبر می
ریممبر می (به انگلیسی: Remember Me) یک بازی ویدئویی سایبرپانک در سبک اکشن-ماجراجویی است که توسط شرکت فرانسوی دونت‌ناد انترتینمنت ساخته شده و به‌وسیلهٔ شرکت کپ‌کام در ژوئن ۲۰۱۳ برای مایکروسافت ویندوز، اکس‌باکس ۳۶۰ و پلی‌استیشن ۳ منتشر شد. داستان بازی دربارهٔ یک شکارچی حافظه به نام نیلین است، که برای یک گروه مقاومتی زیرزمینی با عنوان اروریست کار می‌کند. نیلین توانایی نفوذ به ذهن افراد، دزدیدن خاطرات و تغییر و و پاک کردن آن‌ها را دارد. در ابتدای بازی نیلین پس از دستگیر شدن توسط شرکت بزرگ ممورایز، تقریباً تمام حافظه‌اش را از دست می‌دهد. در ادامه، او با کمک فرد مرموزی به نام اِج، به مأموریتی برای از میان برداشتن شرکت ممورایز، و بازگرداندن هویت ازدست‌رفتهٔ خود می‌رود.
این بازی ابتدا با عنوان «Adrift» در نمایشگاه بازرگانی گیمزکام سال ۲۰۱۱ توسط سونی به عنوان یک بازی انحصاری برای کنسول پلی‌استیشن ۳ رونمایی شد، اما در همان سال پروژه لغو گردید و سپس به‌وسیلهٔ کپ‌کام امتیاز بازی خریداری و به‌عنوان یک بازی چندسکویی احیا شد.